# أوبسيلية منحرفة
أوبسيلية المنحرفة (الاسم العلمي: Eupsilia transversa) هي نوع من الحشرات تتبع جنس الأوبسيلية من فصيلة الليليات.